# Teatro das Variedades Dramáticas
O Teatro das Variedades Dramáticas, ou simplesmente Teatro das Variedades, era um teatro da antiga Calçada do Salitre, criado em 1859 e demolido em 1879. Apresentava comédia, dramas, ópera, dança e números de circo. O novo Teatro Variedades, no Parque Mayer, recebeu o seu nome em evocação ao antigo Variedades que existiu nas proximidades.
O Teatro Variedades veio substituir, por volta de 1859, o Teatro do Salitre, o teatro mais antigo da zona, que havia sido inaugurado na Calçada do Salitre em 1783 e tinha entrado em decadência após ter estado encerrado devido à febre amarela. 
Em 1879, por ordem de Rosa Araújo, então presidente da Câmara, o Circo Price e o Teatro das Variedades foram expropriados e demolidos no contexto das obras de abertura da atual Avenida da Liberdade. 